# Petrović
Petrović je 93. najbolj pogost priimek v Sloveniji, ki ga je po podatkih Statističnega urada Republike Slovenije na dan 31. decembra 2007 uporabljalo 1.376 oseb, na dan 1. januarja 2010 pa 1.420 oseb in je med vsemi priimki po pogostosti uporabe na ta dan  zavzemal 89. mesto. 

## Znani nosilci priimka v Sloveniji
- Boško Petrović (1935—2011), hrvaški jazz glasbenik, vibrafonist, bobnar in skladatelj (v mladosti se je šolal v Sloveniji)
- Dušan Petrović (1930—2014), športni novinar
- Emilija Petrović Martini (*1975), slikarka
- Igor Petrović, strojnik (letalstvo)
- Krešimir Petrović (1935—2006), kineziolog in sociolog športa, univ. profesor (hrv. rodu)
- Maja Petrović Šteger, kulturologinja, socialna antropologinja (dr. Cambridge)
- Nara Petrović, ekolog, publicist
- Rok Petrović (gl. Rok Petrovič)
- Saša Petrović (um.i. Challe Salle), raper, pevec
- Tanja Petrović, jezikoslovka in antropologinja
- Zoran Petrović, policist in sindikalist

## Znani nosilci priimka v nekdanji Jugoslaviji
Aleksandar Petrović (madž. Petőfi Sándor) (1913—1849), madžarski pesnik in narodni revolucionar (srbsko-slovaškega rodu)
- Aleksandar "Saša" Petrović (1927—1994), srbski filmski režiser in scenarist (dokumentarnih filmov)
- Aleksandar Petrović (*1959), hrvaški košarkar in trener
- Arsenije Petrović (1803—1870), srbski slikar samouk
- Boban Petrović (1957—2019), srbski košarkar, tudi za Olimpijo
- Bogdan Petrović (1897—1962), bosansko-hrvaški arhitekt in slikar
- Boško Petrović - Željski (1869—1913), srbski pisatelj in pesnik (pravoslavni duhovnik)
- Boško Petrović (1915—2001), srbski pisatelj in pesnik, akademik
- Boško Petrović (1922—1982), vojvodinsko-srbski slikar in tapiser
- Boško Petrović (1935—2011), hrvaški jazz glasbenik, vibrafonist, bobnar in skladatelj
- Boško D. Petrović (*1926), srbski gradbenik, akademik
- Boško N. Petrović (1928—2008), srbski novinar
- Božidar Petrović-Boško (1911—1937), srbski nogometaš in vojaški pilot v španski državljanski vojni
- Božo Petrović Njegoš (1845—1927), črnogorski prestolonaslednik
- Branimir Petrović (1888—1957), hrvatski karikaturist in slikar (od 1911 v Franciji in Švici)
- Branislav Petrović (1937—2002), srbski novinar in pesnik
- Branko Petrović (1922—1975), hrvaški arhitekt
- Danilo I. Petrović Njegoš (~1670—1735), črnogorski "knjaz", vladika, utemeljitelj dinastije
- Dimitrije Petrović (1799—1852), srbski kipar
- Dragoljub Petrović (1919—1994), srbski generalpodpolkovnik JLA
- Dragoslav Petrović (1919—1996), srbski generalpodpolkovnik JLA
- Dragutin Petrović (1893—?), srbski operni pevec
- Dražen Petrović (1964—1993), hrvaški košarkar
- Dušan Petrović - Šane (1914—1977), srbski politik in narodni heroj
- Emil S. Petrović (1894—1957), srbski (bosanski) pisatelj
- Gajo Petrović (1927—1993), hrvaški filozof in univ. profesor
- Ilija S. Petrović (1895—1942), srbski pisatelj, uradnik, profesor, bibliotekar in partizan
- Ivanka Petrović (*1939), hrvaška literarna zgodovinarka - medievistka
- Jovan Petrović, srbski general
- Kosta Petrović (1884—1969), zgodovinar; profesor, arhivist in muzealec v Sremskih Karlovcih
- Lea Petrović Krajnik, prof. arhitektonske fakultete v Zagrebu
- Leonard Petrović (15. stoletje), hrvaški kipar
- Mihailo Petrović Alas (1868—1943), srbski matematik, univ. profesor in polarni raziskovalec - potopisec
- Mihailo Petrović (1884—1913), srbski vojaški pilot
- Mihailo Petrović (*1957), srbski nogometaš in trener
- Mihajlo Petrović (1863—1934), srbski general in vojaški zdravnik v balkanskih vojnah
- Mihailo Petrović Alas (1868—1943), srbski matematik in izumitelj (mdr. analognega računalnika)
- Milan Petrović (1879—1952), srbski profesor in publicist
- Milan Petrović (*1961), slovenski nogometni trener
- Milivoje Petrović Blaznavac (1824—1873), srbski general in politik
- Milorad Petrović - "Seljančica" (1875—1921), srbski pesnik, pisatelj in gledališki pisec, prevajalec (tudi iz slov.)
- Miloš Petrović (*1990), srbski nogometaš
- Milutin Petrović (*1941), srbski pesnik
- Miodrag Petrović (1888—1950), srbski slikar
- Miodrag Petrović-Čkalja (1924—2003), srbski igralec in komik
- Miodrag Č. Petrović (*1929), srbski literarni kritik
- Mirko Petrović Njegoš (1820—1867), črnogorski pisatelj
- Mojsije Petrović (1677—1730), karlovško-beograjski arhiepiskop ter metropolit
- Nadežda Petrović (1873—1915), srbska slikarka in profesorica akademije
- Nastas Petrović (1867—1928), srbski politik
- Nenad Petrović (1907—1989), hrvaški šahovski problemist
- Nikola I. Petrović Njegoš (1841—1921), črnogorski knez in kralj Črne gore
- Pavle Petrović (1818—1852), srbski slikar
- Petar Petrović - Pecija (1877—19?5), hrvaški (srbski) dramatik
- Petar Petrović  (1899—1952), srbski književnik in igralec
- Petar I. Petrović Njegoš (1747—1830), črnogorski vladika in metropolit (Sveti Petar Cetinjski)
- Petar II. Petrović Njegoš (1813—1851), vladika Rade, črnogorski vladika in pesnik
- Rastko Petrović (1898—1949), srbski pesnik, pisatelj, likovni kritik, umetnostni zbiralec, diplomat in potopisec (od 1935 v ZDA)
- Roman Petrović (1896—1947), bosenski slikar
- Rude Petrović (1907—1988), srbski geodet in ekonomist
- Sava (Ivanović) Petrović Njegoš (1702—1781) črnogorski vladika in metropolit
- Sava Petrović (1794—1857), srbski slikar
- Sava Petrović (1839—1889), srbski zdravnik in botanik
- Slobodan Petrović, srbsko-kosovski politik
- Sreten Petrović (*1940), esejist in estetik
- Strahinja Petrović (1892—1964), srbski (in hrvaški) igralec
- Svetislav Petrović (1883—1935), srbski gledališki kritik, prevajalec in urednik
- Svetislav Ivan Petrović (1894—1962), prvi srbski filmski igralec evropskega slovesa
- Svetozar Petrović (1931—2005), hrvaško-srbski literarni teoretik in zgodovinar, univ. prof. v Novem Sadu, akademik
- Teodora Petrović (1898—?), srbska literarna zgovovinarka, prof. v Sremskih Karlovcih, nato arhivarka SANU
- Uroš Petrović (1880—1915), srbski esejist, ktirik, literarni zgodovinar, pedagog in kronik
- Vasilije Petrović (1709—1766), črnogorski vladika in zgodovinar
- Veljko Petrović (1780—1813), srbski hajduk, vojvoda in narodni junak
- Veljko Petrović (1884—1967), srbski književnik (pesnik, pisatelj, esejist), muzealec in akademik
- Vice Petrović (1677—1754), hrvaški pesnik
- Vladimir Petrović (*1955), srbski nogometaš, selektor
- Vladimir Petrović, srbski zgodovinar
- Vukašin Petrović (1847—1924), srbski politik
- Zora Petrović (1894—1963), srbska slikarka
- Zoran Petrović (1921—1996), srbski slikar, kipar in risar, prof. na beograjski akademiji, tudi literat